# Ronde van Vlaanderen voor Vrouwen 2017
14. edycja kobiecego wyścigu kolarskiego Ronde van Vlaanderen voor Vrouwen odbyła się 2 kwietnia 2017 roku w Belgii. Trasa wyścigu liczyła 153,3 kilometrów. Zwyciężczynią została Amerykanka Coryn Rivera, wyprzedzając Australijkę Gracie Elvin oraz Holenderkę Chantal Blaak.
Ronde van Vlaanderen był piątym w sezonie wyścigiem cyklu UCI Women’s World Tour, będącym serią najbardziej prestiżowych zawodów kobiecego kolarstwa. Dla Coryn Rivery było to już drugie w sezonie zwycięstwo w ramach tego cyklu. Poza wyścigiem kobiecym tego samego dnia, lecz na dłuższej trasie zorganizowano również wyścig mężczyzn.

## Wyniki
| M-ce | Imię i nazwisko      | Kraj              | Drużyna             | Czas       |
| ---- | -------------------- | ----------------- | ------------------- | ---------- |
| 1.   | Coryn Rivera         | Stany Zjednoczone | Team Sunweb         | 4h 02' 38" |
| 2.   | Gracie Elvin         | Australia         | Orica-Scott         | + 0"       |
| 3.   | Chantal Blaak        | Holandia          | Boels Dolmans       | + 0"       |
| 4.   | Annemiek van Vleuten | Holandia          | Orica-Scott         | + 0"       |
| 5.   | Lotte Kopecky        | Belgia            | Lotto Soudal Ladies | + 0"       |
| 6.   | Elena Cecchini       | Włochy            | Canyon-SRAM         | + 0"       |
| 7.   | Rasa Leleivytė       | Litwa             | Aromitalia Vaiano   | + 0"       |
| 8.   | Katarzyna Niewiadoma | Polska            | WM3 Pro Cycling     | + 0"       |
| 9.   | Janneke Ensing       | Holandia          | Alé–Cipollini       | + 0"       |
| 10.  | Elisa Longo Borghini | Włochy            | Wiggle High5        | + 0"       |
|      |                      |                   |                     |            |
| 22.  | Eugenia Bujak        | Polska            | BTC City Ljubljana  | + 3' 50"   |
| 43.  | Małgorzata Jasińska  | Polska            | Cylance Pro Cycling | + 5' 32"   |
| DNF  | Agnieszka Skalniak   | Polska            | Astana Women's Team | -          |